# Persisk ökenskrika
Persisk ökenskrika (Podoces pleskei) är en fågel i familjen kråkfåglar inom ordningen tättingar, Irans enda endemiska fågelart.

## Kännetecken

### Utseende
Persisk ökenskrika är en 24 centimeter lång kråkfågel med medellång, tunn och nerböjd näbb. Huvud och ovansida är i grunden sandbeige med skär anstrykning, mot vitt på strupe och i ansikte. Den har en svart tygel som sträcker sig något bakom ögat samt en svart fläck på övre delen av bröstet. Ögat är mörkbrunt, näbb svart, ben gråvita och stjärten glänsande blåsvart. Den är mycket lik turkestanökenskrika (Podoces panderi), men saknar till skillnad från denna grått i fjäderdräkten samt har längre näbb, mindre bröstfläck och mycket mer svart i vingarna, med ett vitt band, avsmalnande utåt yttre handpennorna.

### Läte
Lätet sägs påminna om en avlägsen klippnötväcka, ett klart och snabbt pii-pii-pii-pii-pii som främst hörs tidig morgon eller kväll från toppen av en buske.

## Utbredning och systematik
Persisk ökenskrika förekommer enbart på ökenstäpp i centrala och östra Iran, huvudsakligen i Dasht i Lut i Khorasan och östligaste Kerman, men också norrut till norra Semnan (Sharud) och söderut till iranska Baluchistan. Det spekuleras i att den möjligen kan förekomma över gränsen in i pakistanska Baluchistan och allra västligaste Afghanistan, men än så länge har den inte rapporterats där. Den behandlas som monotypisk, det vill säga att den inte delas in i några underarter.

## Levnadssätt
Persisk ökenskrika påträffas i sandig öken med spridda buskar. Det råder kunskapsbrist om dess vanor, men den tros likna turkestanökenskrika. Den är rätt skygg och springer hellre undan än tar till vingarna. Häckningsbiologin är i princip odokumenterad, men boet ska placeras i buskar ungefär en meter ovan mark där den lägger fyra till sex ägg i en kull med i första halvan av mars. Paret verkar hålla ihop under hela året.

## Status och hot
Trots att arten har ett relativt begränsat utbredningsområde är populationen stabil utveckling och tros inte vara utsatt för något substantiellt hot. Utifrån dessa kriterier kategoriserar internationella naturvårdsunionen IUCN arten som livskraftig (LC). Världspopulationen har inte uppskattats men den beskrivs som lokalt rätt vanlig.

## Namn
Fågelns vetenskapliga namn hedrar den ryske zoologen Fedor Dmitrievich Pleske (1858-1932). Fram tills nyligen kallades den även Pleskes ökenskrika på svenska, men justerades 2022 till ett enklare och mer informativt namn av BirdLife Sveriges taxonomikommitté.